# روجر ديفيس (لاعب كرة قدم أمريكية)
روجر ديفيس (بالإنجليزية: Roger Davis) هو لاعب كرة قدم أمريكية أمريكي، ولد في 23 يونيو 1938 في كليفلاند في الولايات المتحدة.

## وصلات خارجية
- روجر ديفيس على موقع مرجع كرة القدم المحترفة.كوم (الإنجليزية)
- روجر ديفيس على موقع كلية كرة القدم في سبورتس رفرنس.كوم (الإنجليزية)